# Cisticola haematocephalus
El cistícola costero (Cisticola haematocephalus) es una especie de ave paseriforme de la familia Cisticolidae propia de las planicies costeras de África oriental.

## Taxonomía
Fue descrito científicamente en 1868 por el ornitólogo alemán Jean Cabanis. En el pasado fue considerado una subespecie del cistícola alirrojo (Cisticola galactotes), pero ahora se consideran especies separadas. No se reconocen subespecies diferenciadas.

## Distribución y hábitat
Esta especie se encuentra en las planicies costeras de África Oriental entre los 5°N y 10°S (el sur de Somalia y el noreste de Tanzania).
Su hábitat natural son los herbazales tropicales húmedos o estacionalmente inundables y las marismas.